# Niilo Mäenpää
Pour les articles homonymes, voir Mäenpää.
Niilo Mäenpää né le 14 janvier 1998 à Hämeenlinna en Finlande, est un footballeur international finlandais. Il joue au poste de milieu défensif à l'Halmstads BK.

## Biographie

### En club
Né à Hämeenlinna en Finlande, Niilo Mäenpää débute en professionnel avec le FC Haka, jouant son premier match le 13 mars 2015 face au Töölön Taisto lors d'une rencontre de coupe de Finlande. Il est titularisé et son équipe l'emporte par un but à zéro.
En janvier 2018 Niilo Mäenpää rejoint le FC Inter Turku pour un contrat de deux ans. Le transfert est annoncé dès le 3 novembre 2017,.
Le 28 novembre 2019 est annoncé le transfert de Niilo Mäenpää à l'IFK Mariehamn, qu'il rejoint officiellement en janvier 2020. Il signe un contrat de deux ans avec son nouveau club.
En janvier 2022, Niilo Mäenpää rejoint la Pologne pour s'engager en faveur du Warta Poznań. Le transfert est annoncé le 22 décembre 2021 et il signe un contrat courant jusqu'en juin 2024. Il joue son premier match pour le Warta Poznań le 20 février 2022, lors d'une rencontre de championnat face au Radomiak Radom. Il entre en jeu à la place de Mateusz Kupczak (en) et son équipe l'emporte par trois buts à un.

### En sélection
Niilo Mäenpää représente l'équipe de Finlande des moins de 17 ans de 2014 à 2015. Au total il joue dix matchs et marque un but avec cette sélection.
Avec les moins de 18 ans il joue huit matchs, tous en 2016, et marque trois buts, dont un doublé le 9 janvier contre la Russie (3-3 score final).
Niilo Mäenpää honore sa première sélection avec l'équipe de Finlande le 17 novembre 2022, face à la Macédoine du Nord. Il entre en jeu en cours de partie à la place de Lucas Lingman, et les deux équipes se neutralisent (1-1 score final).

## Vie privée
Niilo Mäenpää est le frère jumeau de Aapo Mäenpää.